# 1850 en mathématiques
Cet article présente les faits marquants de l'année 1850 en mathématiques.

## Évènements
- 2 juillet : le physicien britannique Lord Kelvin écrit une lettre à George Gabriel Stokes comportant en postscriptum l'énoncé du théorème de Stokes[1].

- Le mathématicien britannique Thomas Kirkman pose le problème des 15 écolières dans le magazine The Lady's and Gentleman's Diary[2].

## Naissances

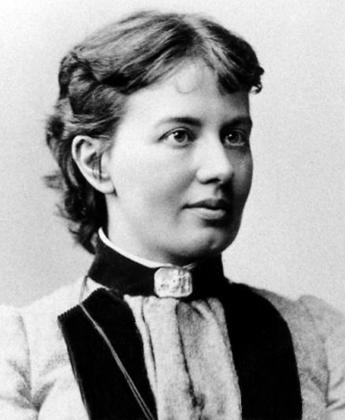
Sofia Kovalevskaïa

- 15 janvier : Sofia Kovalevskaïa (morte en 1891), mathématicienne russe.

- 15 février : Sophie Bryant (morte en 1922), mathématicienne britannique.

- 27 juin : Jørgen Pedersen Gram (mort en 1916), mathématicien danois.

- 14 août : W. W. Rouse Ball (mort en 1925), mathématicien anglais.

- 2 septembre : Alfred Pringsheim (mort en 1941), mathématicien et artiste allemand.

- 13 décembre : Edward John Nanson (mort en 1936), mathématicien australien.

## Décès
- 28 mars : Bernt Michael Holmboe (né en 1795), mathématicien norvégien.

- 9 novembre : Gabrio Piola (né en 1794), physicien et mathématicien italien.